# کینگ (کارولینای شمالی)
کینگ (به انگلیسی: King) شهری در ایالت کارولینای شمالی کشور ایالات متحده آمریکا است که جمعیت آن در سرشماری سال ۲۰۱۰ میلادی، ۶٬۹۰۴ نفر بوده‌است.